# Constitució Soviètica de 1936
La Constitució Soviètica del 1936, coneguda informalment com la Constitució de Stalin, fou la segona llei fonamental que va posseir la Unió Soviètica al llarg de la seva història, establerta en 5 de desembre substituint a l'anterior text del 1924.
A partir del 1936, cada 5 de desembre es va celebrar a l'URSS el Dia de la Constitució Soviètica fins al 1977, any en què es va adoptar un nou text constitucional. Abans d'aquesta data, no se celebrava cap festa constitucional a l'URSS. Així doncs, aquesta fou la constitució soviètica més duradora (41 anys en vigor).

## Redacció i canvis importants
La Constitució va ser redactada per una comissió especial de 31 membres presidida per Iòsif Stalin. Hi participaren, entre d'altres, Andrei Vyshinsky, Andrei Zhdanov, Maxim Litvinov, Kliment Voroshilov, Viatxeslav Mólotov, Làzar Kaganóvitx, Nikolai Bukharin i Karl Radek.
Es varen introduir canvis rellevants en el si de l'Estat Soviètic, respecte a l'anterior text. Destaca l'eliminació de les restriccions de vot que s'havien inclòs en les anteriors constitucions de les Repúbliques de la Unió i en la pròpia de l'URSS del 1924. D'aquesta manera, quedava restablert, de iure, el sufragi universal per a totes les votacions. Es varen incloure diversos drets socials i econòmics diversos, com el dret de treball, descans, protecció davant les malalties, jubilació, ensenyament, llar i accés a la cultura.
Pel que fa a l'estructura institucional, les modificacions abastaren, teòricament, tots els àmbits. Així, tots els cossos governamentals varen passar a ser d'elecció directa i s'uniformitzaren en un únic sistema. L'antic Congrés de Soviets de la Unió Soviètica es va reestructurar com a Soviet Suprem de la Unió de Repúbliques Socialistes Soviètiques, cos legislatiu d'elecció directa per la ciutadania i dividit en dues cambres: el Soviet de la Unió i el les Nacionalitats. Per a mantenir l'activitat del Soviet quan aquest no realitzava sessions, es va establir el Presidium, que exercia, a més, la prefectura de l'estat nominal de forma col·legiada.

## Rol del Partit Comunista
Amb la nova Constitució, el protagonisme del Partit Comunista dels Bolxevics de la Unió (reanomenat el 1952 com a Partit Comunista de la Unió Soviètica o PCUS) a la vida política, social i econòmica de L'Estat va quedar oficialment establert, cristal·litzant, de fet, una situació que ja es donava de facto des del 1918, en major o menor mesura. Específicament, va quedar escrit a l'article 124 que el partit era l'avantguarda del poble treballador en la seva lluita per construir el comunisme. Aquest article va ser emprat com a pretext del lideratge del partit a l'Estat.